# Bosch-Areal

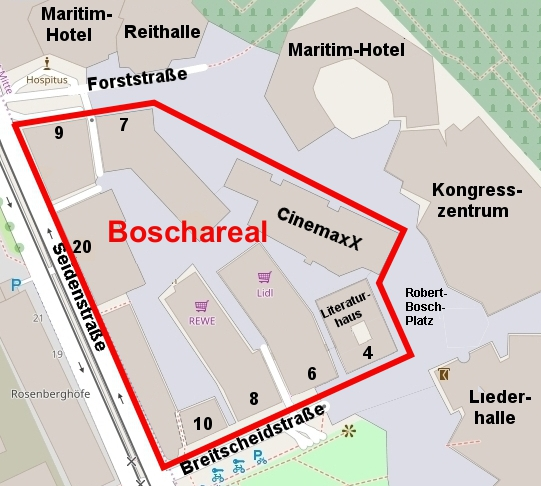
Lageplan des Bosch-Areals (2017)

Das Bosch-Areal ist ein Geschäfts-, Kultur- und Freizeitzentrum in Stuttgart. Es handelt sich um ein ehemaliges Gelände der Bosch-Werke zwischen Breitscheidstraße, Seidenstraße und Forststraße. Die Gebäude wurden Ende des 20. Jahrhunderts renoviert und umgestaltet. Seitdem stehen Besuchern hier unter anderem Geschäfte, Gastronomie, das Literaturhaus Stuttgart, ein CinemaxX-Kino, ein Fitnessstudio und eine Diskothek zur Verfügung. Auch Büroflächen und Wohnungen gehören zur Nutzung. Das Kultur- und Kongresszentrum Liederhalle am Berliner Platz und ein Hotel liegen östlich in unmittelbarer Nachbarschaft.

## Geschichte

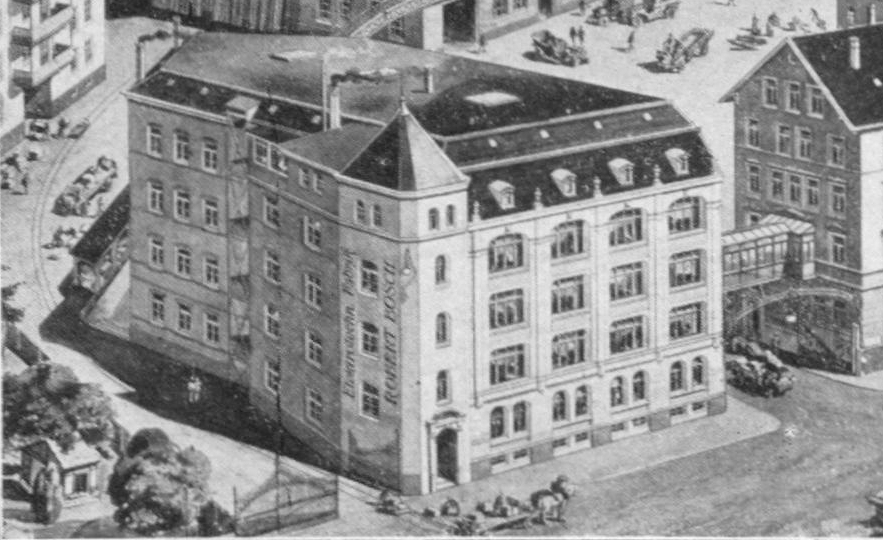
Robert Boschs erste Fabrik (1906)

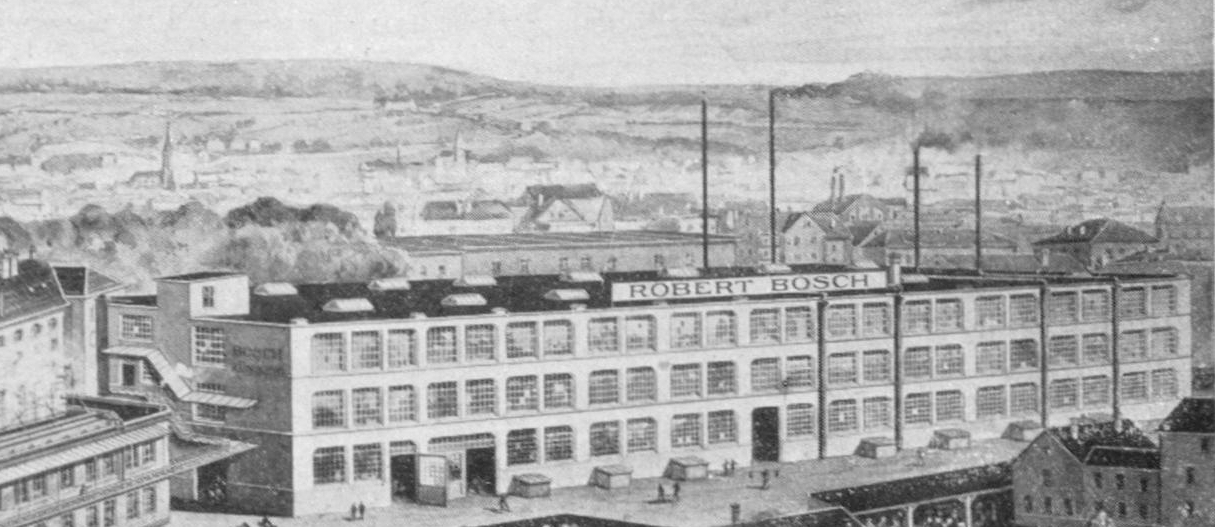
Die zweite Fabrik in der Breitscheidstraße 4a (1906)

Das Gelände des heutigen Bosch-Areals war bis ins 19. Jahrhundert Ackerland. Mitte des 19. Jahrhunderts wurde es in Parzellen aufgeteilt, auf denen Gebäude für unterschiedliche Zwecke errichtet wurden – für Wohnen, Gewerbe und öffentliche Einrichtungen.
Robert Bosch gründete 1886 seine „Werkstätte für Feinmechanik und Elektrotechnik“ in einem Hinterhaus in der Rotebühlstraße 75 B (rund 800 Meter südlich des Bosch-Areals gelegen). Die Erfindung des Magnetzünders für Verbrennungsmotoren bescherte dem jungen Unternehmen eine stürmische Entwicklung, so dass sich Bosch gezwungen sah, seine Fertigungskapazitäten zu erweitern. 1901 ließ er an der Stelle des heutigen Kongresszentrums Liederhalle (damals Hoppenlaustraße 11) seine erste Fabrik von den Architekten Beisbarth & Früh erbauen. Diese Fabrik war das erste Stahlbetongebäude in Stuttgart, alle weiteren Fabriken wurden ebenfalls in Stahlbeton erbaut. Das Fabrikgebäude wurde im Zweiten Weltkrieg zerstört.
1906 ließ Robert Bosch von den Architekten Heim & Früh seine zweite Fabrik errichten, ein „schlichtes Hintergebäude“ in der Breitscheidstraße 4a an der Stelle des heutigen CinemaxX-Kinos. Dieses Gebäude brannte im Zweiten Weltkrieg aus. Es wurde 1945 mit einem einfachen Flachdach renoviert.
In den Jahren 1909 bis 1913 erbauten Heim & Früh sechs weitere Stahlbetongebäude im Bosch-Areal:
- Zwischen 1909 und 1913 wurden drei Gebäude an der Ecke Forststraße und Seidenstraße erbaut, deren Fassaden mit Glasurklinkern verkleidet wurden.
- Von 1910 bis 1913 wurden die drei Gebäude an der Breitscheidstraße 4–8 mit Sichtbeton-Fassaden errichtet.

Nach dem Zweiten Weltkrieg nutzte die Robert Bosch GmbH die Gebäude noch etwa zwei Jahrzehnte lang. 1964 erwarb das Land Baden-Württemberg das gesamte Areal, die Robert Bosch GmbH gab es zugunsten der Standorte in Feuerbach und Gerlingen auf. Das Land Baden-Württemberg wollte die Gebäude der damaligen Technischen Hochschule zur Verfügung stellen, die aber dann Immobilien in Vaihingen für ihre Erweiterung nutzte. Stattdessen zogen das Regierungspräsidium und zwei andere Behörden ein. Diese blieben bis 1993 bzw. 1994. Danach standen die Gebäude großenteils leer. Teilweise wurden sie von einigen Instituten der Universität Stuttgart genutzt.
Unterdessen wurde das Bosch-Areal am 21. Juni 1990 als Sachgesamtheit in die Liste der Kulturdenkmale in Baden-Württemberg aufgenommen und stand somit unter Denkmalschutz.
Das denkmalgeschützte Gebäudeensemble des Bosch-Areals wurde zwischen 1998 und 2001 von den Architekten Roland Ostertag und Johannes Vornholt unter Beibehaltung der historischen Fassaden saniert, modernisiert und ergänzt.

## Fassaden
Die Fassaden der ehemaligen Werksgebäude im Bosch-Areal sind teilweise im ursprünglichen Zustand erhalten. Die Gebäude wurden zwischen 1909 und 1913 von der Architektengemeinschaft Heim & Früh in Stahlbeton erbaut, zunächst im Jugendstil mit einer Verkleidung aus Glasurklinkern, ab 1912 mit Sichtbetonfassaden im neoklassizistischen Stil. 

### Glasurklinker

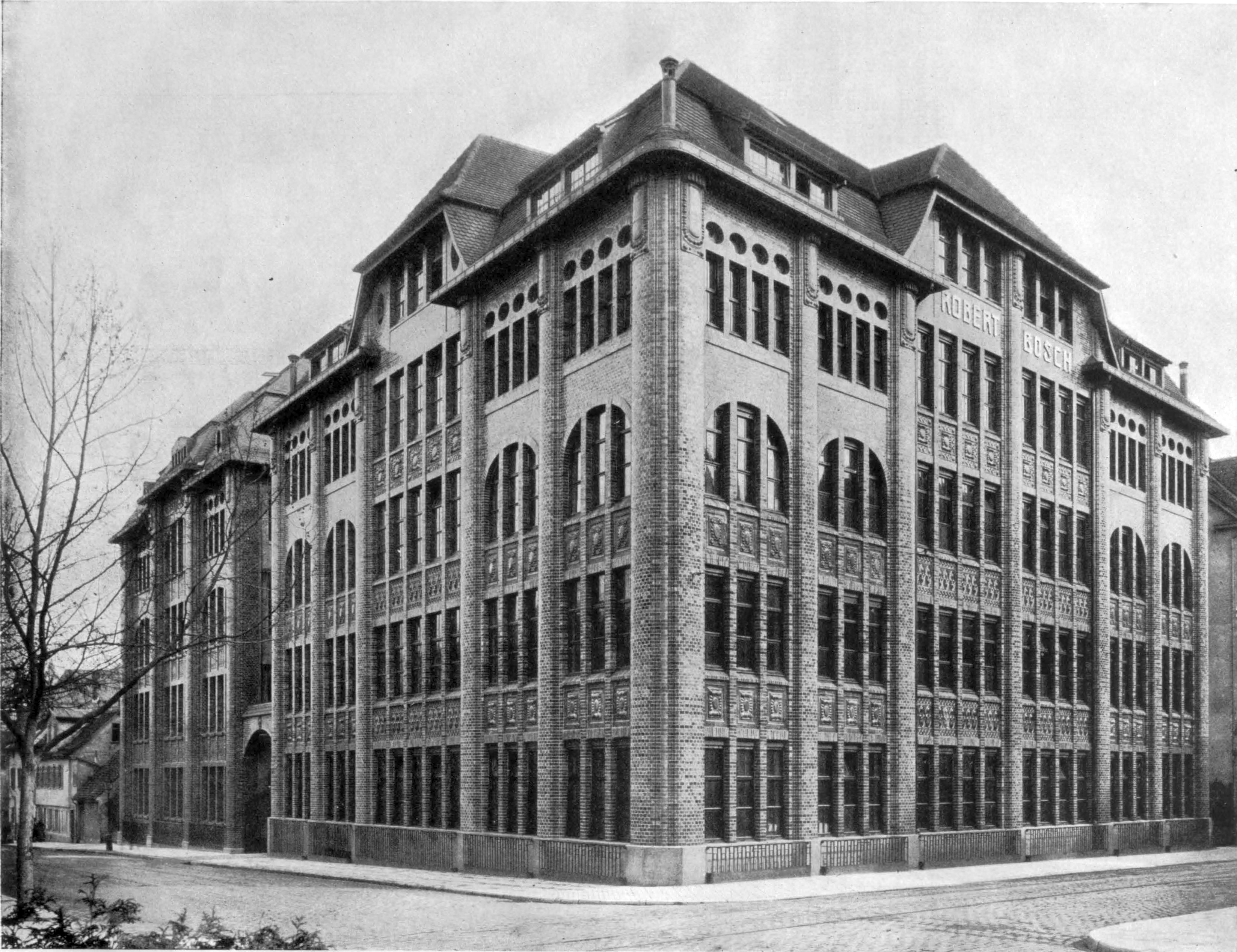
Gebäude Forststraße 7–9, Ecke Seidenstraße (1913)

1909 wurden die Gebäude Forststraße 7 und Forststraße 9 erbaut, 1911 das Gebäude Seidenstraße 20. Die drei Gebäude zeigen Einflüsse des Jugendstils und des „langsam aufkommenden Neoklassizismus“. Die Fassaden der vierstöckigen Gebäude zeichnen sich durch eine symmetrische und sachlich strenge Grundstruktur aus. Die durchgehenden, profilierten Wandpfeiler reichen bis zum Kranzgesims und schließen 3 bis 7 Achsen von mehrfach gekuppelten Fenstern ein. Die Fenster sind mit vertieften Brüstungen ausgestattet und werden von durchgehenden Pfeilern flankiert. Die einfachen oder doppelten Mittelachsen schließen mit einem zusätzlichen Stockwerk oder einem Dachhäuschen ab.
Aus ästhetischen Gründen wurden die nackten Betonfassaden mit Glasurklinkern verkleidet und weiß ausgefugt. Die Steine wurden aus dem heute polnischen Ullersdorf am Queis bezogen und zeichnen sich durch eine glänzende Oberfläche und ein zwischen Dunkelrot bis Lila changierendes Farbspiel aus. Die Mauerpfeiler wurden als halbrunde, profilierte Blendpfeiler mit Sockel und kapitellartigem Abschluss durch geometrische Schmuckformen oder Frauenkopfreliefs ausgestaltet. Die Brüstungsfelder wurden mit flächenfüllenden geometrischen Schmuckreliefs verziert.
Beim Wiederaufbau des im Zweiten Weltkrieg stark beschädigten Gebäudes Forststraße 9 wurde auf die Wiederherstellung architektonischer Details verzichtet und die Glasursteinfassade wurde durch einen einfachen weißen Verputz ersetzt. Die Fassaden der Gebäude Forststraße 7 und Seidenstraße 20 wurden bei der Sanierung des Bosch-Areals durch „behutsames Reparieren beschädigter Steine und Auswechseln zerstörter Steine“ instand gesetzt.

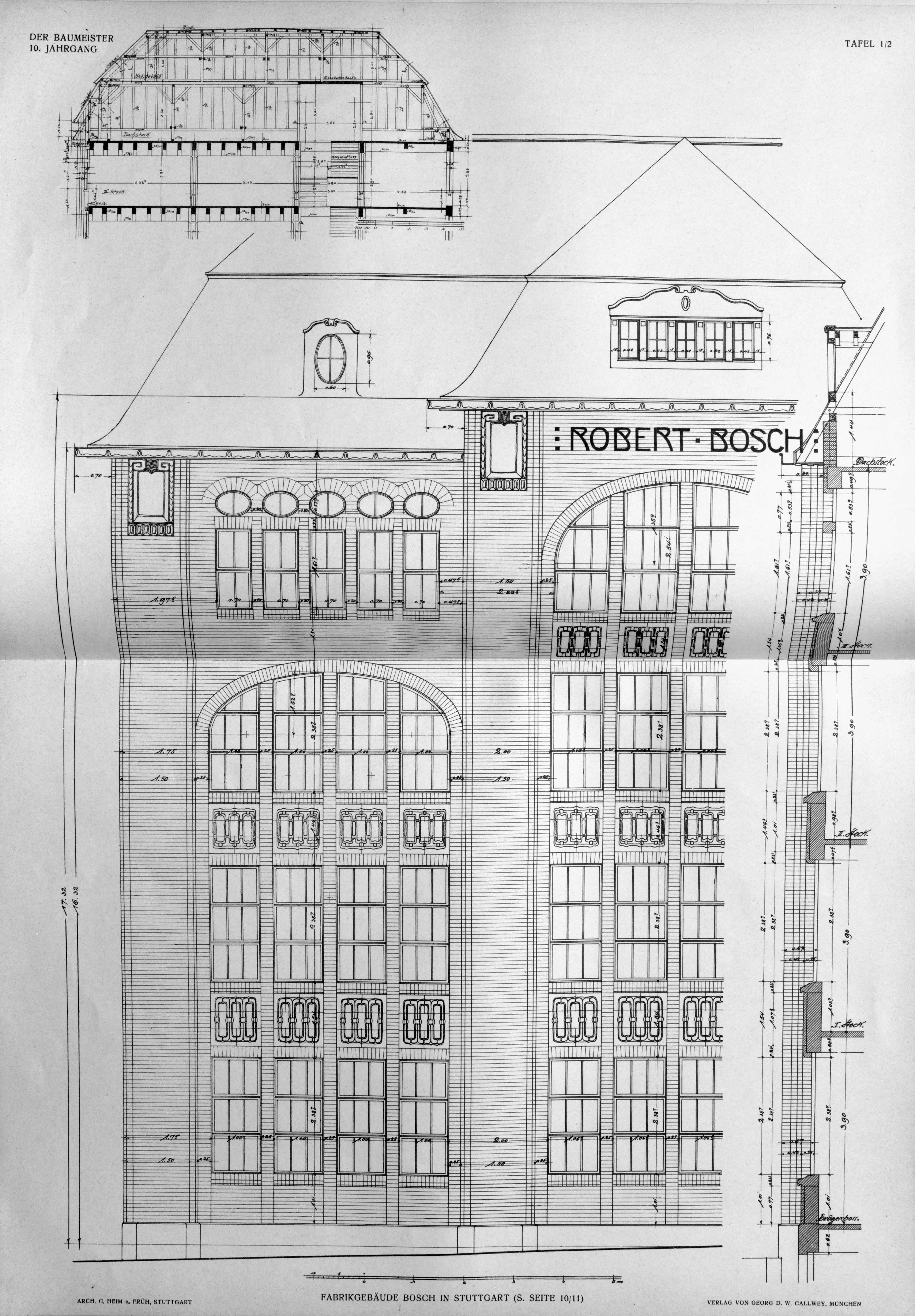
Gebäude Forststraße 7, Aufriss (1909)
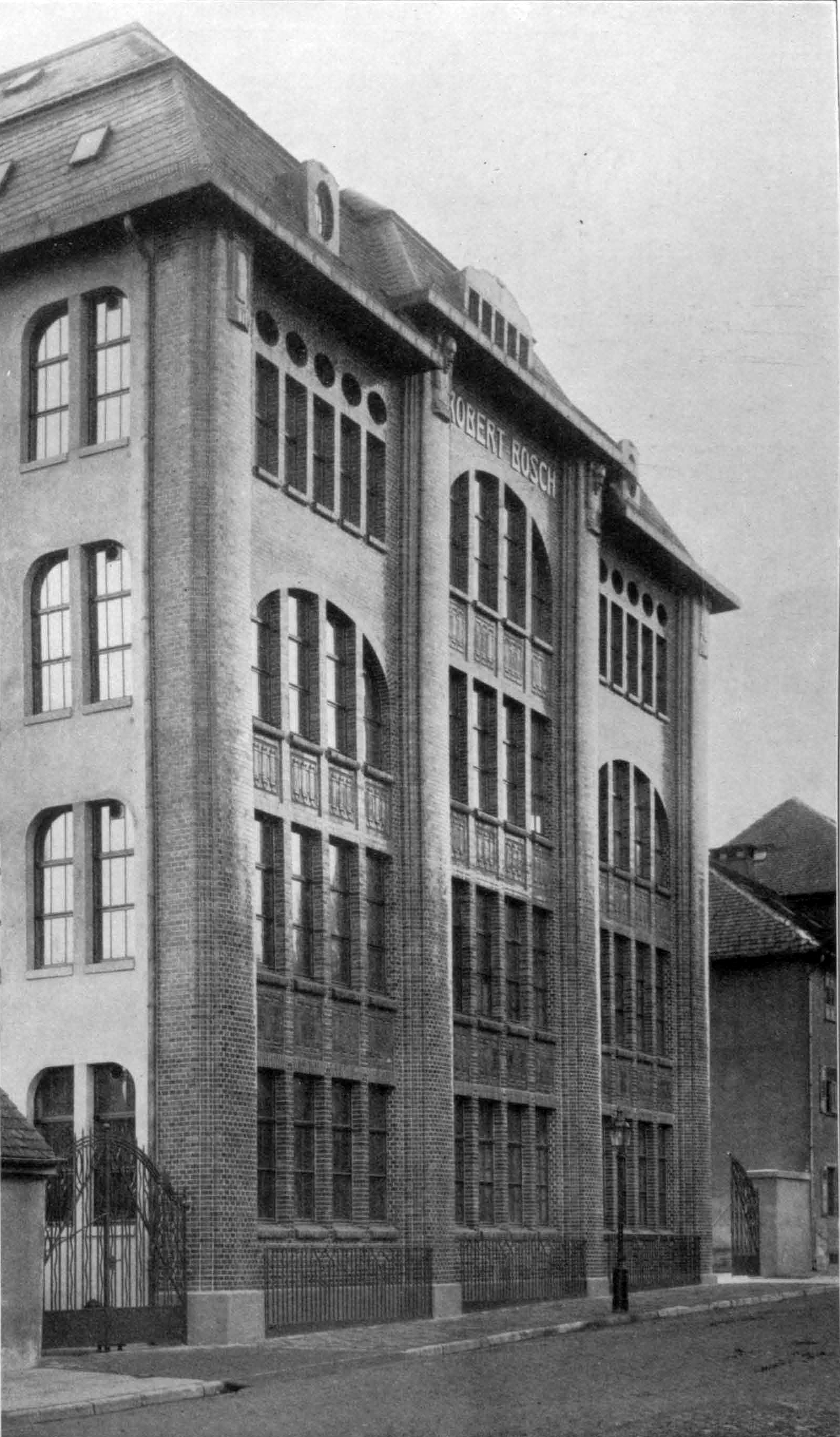
Gebäude Forststraße 7 (1911)
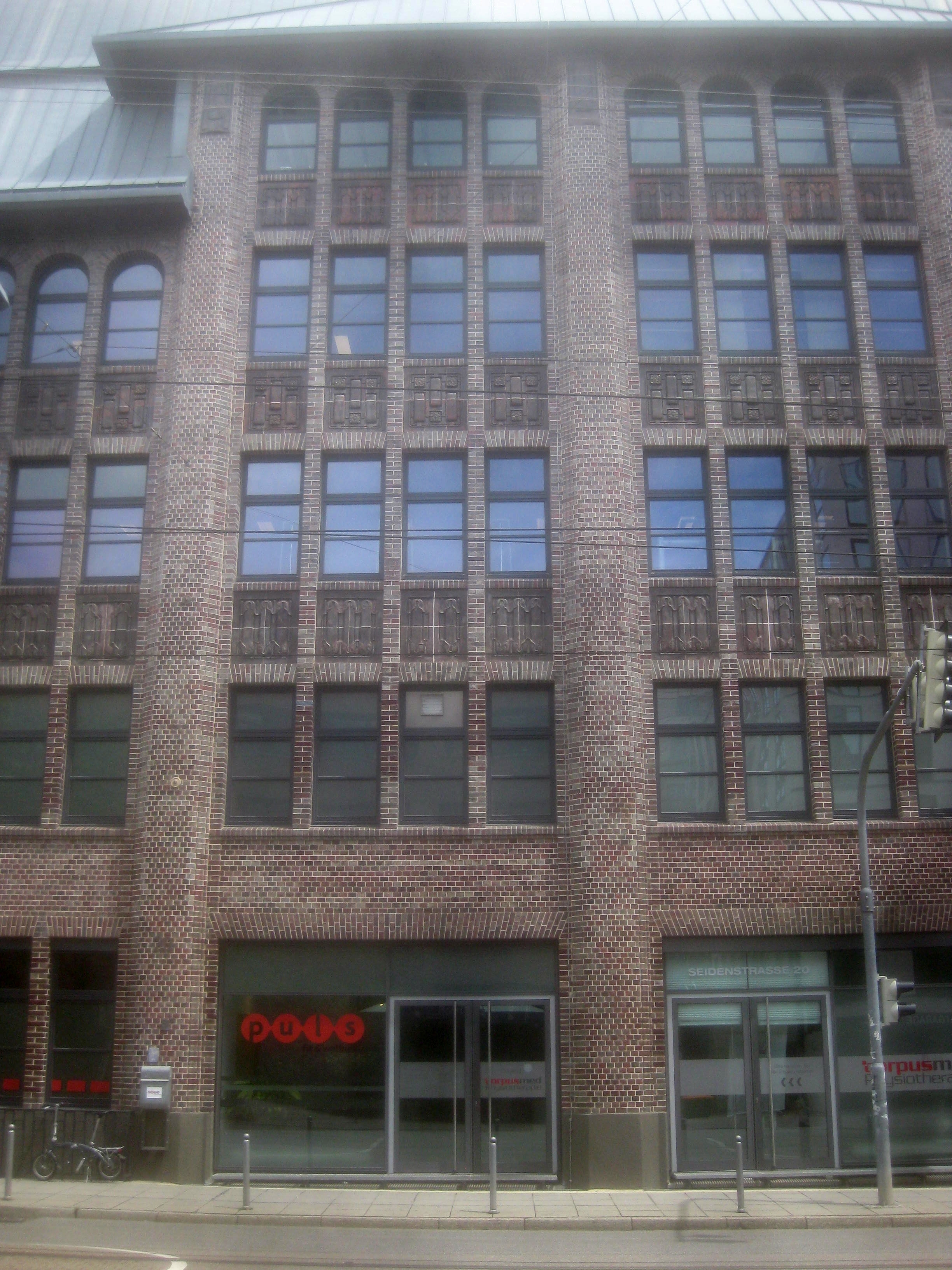
Gebäude Seidenstraße 20 (2017)

### Sichtbeton

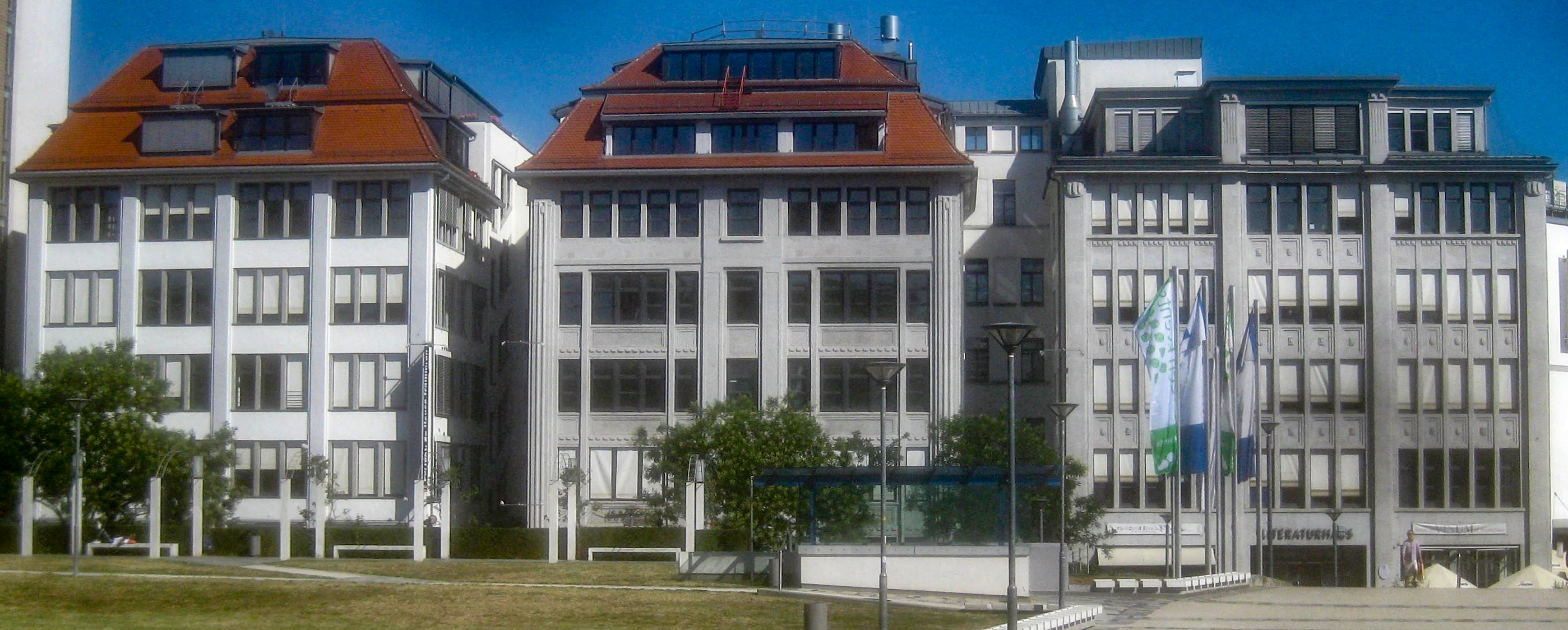
Von links: Gebäude Breitscheidstraße 8, 6 und 4 (2017)

Von 1910 bis 1913 wurden die drei Gebäude Breitscheidstraße 4–8 im Stil des Neoklassizismus errichtet. Ursprünglich sollten auch diese Gebäude an der Straßenseite mit Glasurklinkern ausgekleidet werden. Die Architekten und der Bauherr waren mit dieser Außenwandbehandlung jedoch „nicht restlos“ zufrieden:
„Ein Teil der Konstruktion wird durch die Backsteine verdeckt, durch deren Verwendung etwas vorgetäuscht wird, was nicht den Tatsachen entspricht; der Beschauer hat den Eindruck, ein in Backsteinen ausgeführtes Gebäude vor sich zu haben, während es in Wirklichkeit ein Eisenbetonbau ist, den man nur mit Backsteinen umkleidet hat.“

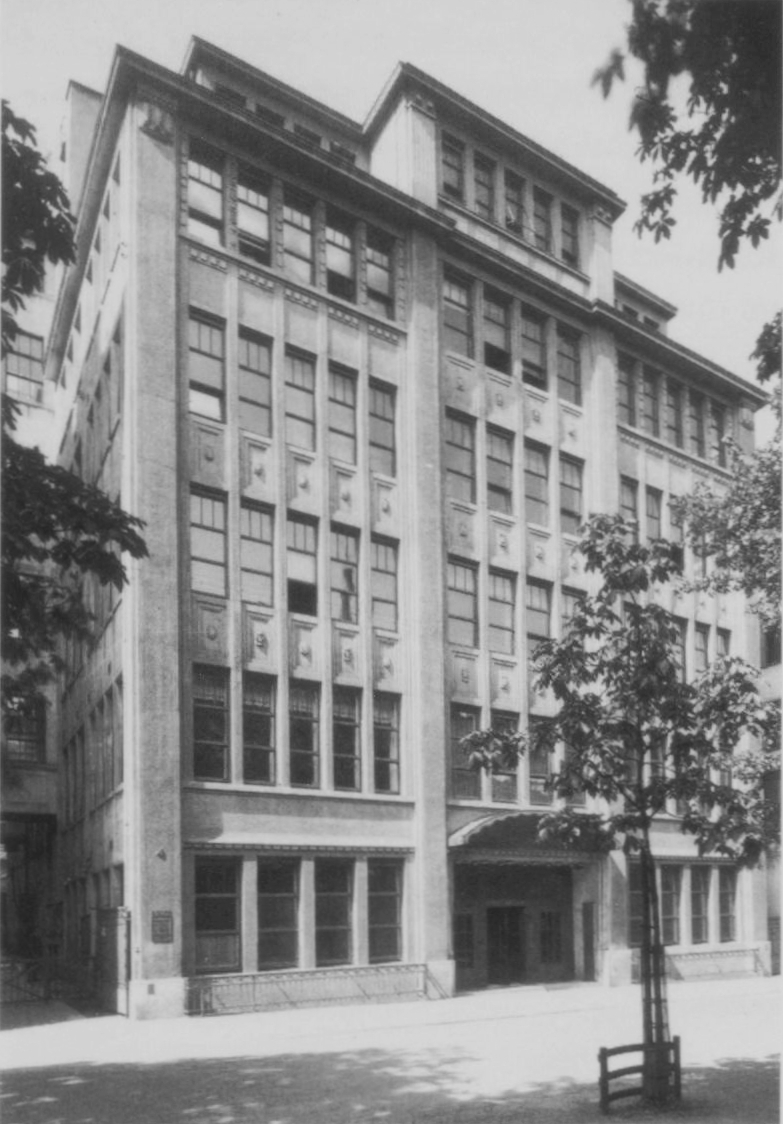
Gebäude Breitscheidstraße 4 (1912)

Architekten und Bauherr beschlossen daher, bei den neuen Häusern diese „Vorspiegelung falscher Tatsachen“ zu vermeiden und sie zur Wahrung der Werkstoffgerechtigkeit „vollständig in Eisenbeton auszuführen“. Die Fassaden der fünfstöckigen Gebäude weisen eine symmetrische und sachlich strenge Grundstruktur wie die glasurverkleideten Häuser auf. Die Gliederung wird in der Senkrechten von durchgehenden Wand- und Fensterpfeilern bestimmt und in der Waagerechten durch die breiten Bänder der Fensterbrüstungen. Die 3–4 Fensterachsen schließen drei- bis fünfteilige Fenster ein. Zwei der Häuser tragen ein doppelstöckiges Walmdach mit breiten Dachgauben, und das ehemalige Verwaltungsgebäude Breitscheidstraße 4 wird von drei einstöckigen Dachhäuschen bekrönt.
Die drei Gebäude wurden zwar mit den ersten Sichtbetonfassaden Württembergs ausgestattet, aber nicht ohne Zugeständnisse an herkömmliche ästhetische Traditionen. Nach der Aushärtung des Betons wurden die Oberflächen der Fassaden von Steinmetzen bearbeitet, so dass sie ein werksteinmäßiges Aussehen erhielten. Die Häuser 4 und 6 wurden in diesem Sinne auch künstlerisch ausgeschmückt:
- Die äußeren Wandpfeiler schließen mit geometrischen Schmuckformen ab und wurden bei Gebäude 6 mit einer Kannelierung versehen.
- Die vertieften Fensterbrüstungen von Haus 4 tragen kleine rechteckige oder ovale Schmuckmedaillons.

Die Fassade des zuletzt erbauten Hauses Breitscheidstraße 8 erhielt keinerlei Schmuck.